# غاري باول
غاري باول (بالإنجليزية: Gary Powell)‏ (2 أبريل 1969 في المملكة المتحدة - ) هو لاعب كرة قدم بريطاني في مركز الهجوم. لعب مع ذا نيو سينتس وسكونثورب يونايتد وماكليسفيلد تاون ونادي إيفرتون ونادي بانغور سيتي ونادي بوري ونادي ريل وويغان أتلتيك ولينكولن سيتي أف سي ونادي ألترينتشام وConwy Borough F.C. ‏ وFlint Town United F.C. ‏.

## وصلات خارجية
- غاري باول على موقع قاعدة بيانات كرة القدم.إي يو (الإنجليزية)